# Madame Marie-Françoise Rivière

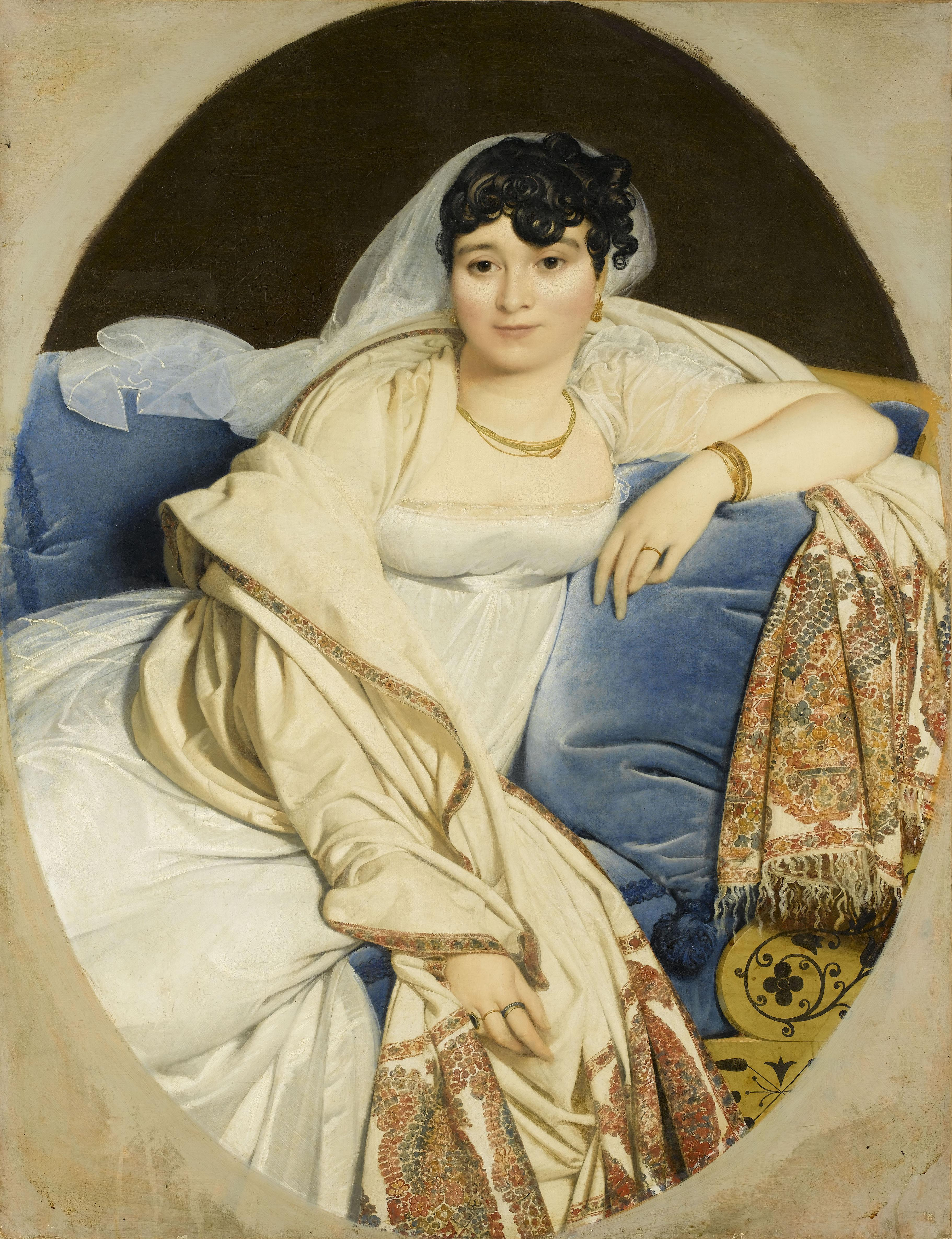
Ingres, 1805, óvalo, 115,5 x 90,2 cm. Louvre, París.

Retrato de Marie-Françoise Rivière (también conocido como Retrato de Madame Rivière, o La mujer del chal) es un óleo sobre tela c. 1805 del maestro neoclásico francés Jean-Auguste-Dominique Ingres.
Madame Rivière, nacida Marie-Françoise-Jacquette-Bibiane Blot de Beauregard, y conocida como Sabine, se casó con Philibert Rivière de L'Isle, un influyente alto funcionario de la corte napoleónica, que encargó este trabajo, junto con los retratos de él mismo y de su hija, Caroline.
La pintura está compuesta en tonos blancos, azul frío, beige y ocres. Muestra una apariencia general intencionadamente plana y sin sombras. Se ha descrito que el retrato tiene "un ambiente de voluptuosidad femenina, [y] feminidad mimada". Sentada en el gran cojín azul de un diván, Sabine, entonces en la treintena, lleva un vestido imperio de satén blanco, con amplio escote cuadrado, cintura alta y mangas cortas, un velo de chifón, y un amplio mantón de cachemira de color crema. El cabello negro está recogido y dispuesto en rizos. La pintura impresionó a los críticos cuando fue exhibido en el Salón de 1808, en particular, estaban perplejos por la anatomía ilógica y antinatural. Especialmente el brazo derecho deliberadamente alargado. La técnica se convertiría en el sello distintivo de los retratos femeninos de Ingres, en este caso el brazo está alargado para rimar con la curva del marco ovalado.
 
Se ha especulado por qué su hijo Paul no fue retratado y el fondo de la comisión no están claros. Philibert Rivière probablemente quedó impresionado por el retrato de 1804 del pintor, Bonaparte, primer cónsul; su propio retrato repite la pose del emperador. Inusualmente para Ingres, no se conoce ningún dibujo preparatorio previo. Ingres no volvió a ver los tres retratos Rivière después del Salón de 1808;  trató de encontrarlos y reunirlos para una exposición en 1855, pero todos los retratados habían muerto (Caroline en 1807, Philibert en 1816, y Sabine en 1848), y no pudo determinar la ubicación de las pinturas. Al final resultó que estaban en la colección de París de Paul Rivière. Finalmente fueron legados a la nación en 1870, tres años después de la muerte de Ingres.